# Laminacauda amabilis
Laminacauda amabilis là một loài nhện trong họ Linyphiidae.
Loài này thuộc chi Laminacauda. Laminacauda amabilis được Eugen von Keyserling miêu tả năm 1886.